# Oslättfors bruk
Oslättfors bruk var ett järnbruk som grundades 1697 i Oslättfors.
Bruket tillverkade främst spik och var som mest lönsamt från slutet av 1700-talet till mitten av 1800-talet. På grund av en gradvis minskande efterfrågan lades bruket till slut ner under 1880-talet och verksamheten övergick till jord- och skogsbruk.
Ett fåtal byggnader finns kvar, bland annat brukskontoret, ett kolhus och smedbostäder från 1800-talet. Brukets arkiv finns hos Arkiv Gävleborg.
Bruket och all skog köptes år 1900 av Korsnäs pappersbruk och sågverk som hade flyttat sin verksamhet till Bomhus i Gävle. Skogen ägs idag av Bergvik Skog som förvaltar den åt Korsnäs. Byns hus såldes 1989 till privat fastighetsägare som i sin tur sålt dem till privatpersoner. Kraftverket är i ett privat företags ägo och levererar ström. Kyrkan drivs av Oslättfors kyrkostiftelse på ideell grund. 

### Webbkällor
- Näringslivsarkivens förening: Oslättfors bruk, läst 3 april 2015